# Collecta
Collecta es una gran compañía juguetera con sedes en Hong Kong y Londres. Actualmente, es propiedad de la empresa Procom Asia. Se dedica a la creación y comercialización de figuras a escala de animales, tanto actuales como extintos, incluyendo animales prehistóricos, siendo una de las principales marcas en la actualidad, junto con otras como Schleich, Mojo o Papo, muy apreciadas por los miniaturistas.

## Filosofía
Collecta defiende como misión propia promover en la sociedad la conciencia sobre la protección de los animales y sus derechos. Sus figuras tratan de ejemplificar valores sociales entre los que cuenta de forma principal "alimentar y promover  el amor por los animales, especialmente de las especies en peligro".

## Productos

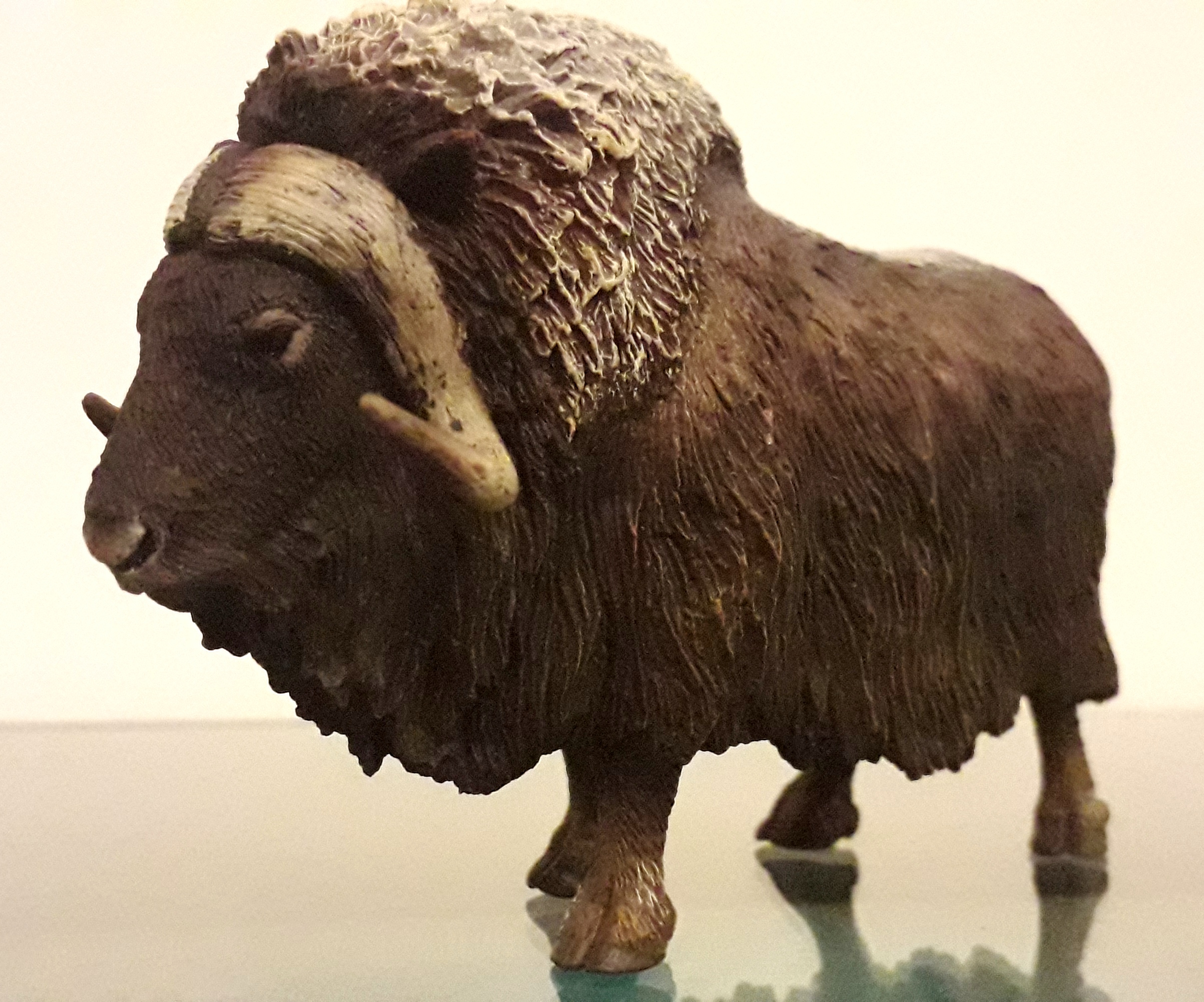
Figura de buey almizclero Collecta (2018).

Todos los años, Collecta añade nuevas figuras a su colección. Se trata de figuras de gran resistencia, elaboradas en vinilo y pintadas a mano. Se pueden dividir en dos grandes grupos: animales prehistóricos y especies actualmente existentes. Dentro de éstas, encontramos diversas series:
- Animales de bosque (Europa).
- Fauna africana.
- Fauna norteamericana.
- Fauna sudamericana.
- Fauna australiana.
- Animales del polo.
- Animales de mares y océanos.
- Insectos.
- Animales de granja.
- Caballos, cuyas esculturas son realizadas por Deborah McDermott.[4][3]

Las figuras se caracterizan por su marcado realismo y el cuidado de los detalles.
Junto a los "clásicos", como elefantes, tigres y leones, encontramos especímenes más exóticos como la capibara o la civeta africana, o el recientemente extinto tilacino. Desarrolla, además, una línea de especial atención a todo tipo de ungulados y antílopes.